# Jánská
Jánská je vesnice, část obce Loděnice v okrese Beroun ve Středočeském kraji. Nachází se asi 0,8 kilometru jihozápadně od Loděnice, mezi Loděnicí a Vráží, při silnici III/1169 ke Svatému Janu pod Skalou. Severně od vesnice prochází dálnice D5 a souběžně s ní silnice II/605 a železniční Trať 173. Prochází tudy říčka Loděnice.

## Historie
První písemná zmínka o vesnici pochází z roku 1850.
Nachází se zde fotbalové hřiště AFK Loděnice, sbor dobrovolných hasičů Jánská, čistička odpadních vod a výkupna surovin ECORING. Zajíždí sem pojízdná prodejna.
Přímo přes vesnici jezdí autobusová linka PID 384, spojující Prahu s Berounem přes Svatého Jana pod Skalou. Ve vesnici má zastávku „Loděnice, Jánská I“. Na silnici II/605, asi 150 metrů od vesnice, ale na katastru Vráže, se nachází zastávka „Loděnice, Jánská II“, kde zastavuje několik linek PID (380, 952, 425) a několik linek SID (C10, C12, C20). Vlak v Jánské nemá zastávku, nádraží Loděnice je vzdálené necelý kilometr.

## Obyvatelstvo
| Rok            | 1869 | 1880 | 1890 | 1900 | 1910 | 1921 | 1930 | 1950 | 1961 | 1970 | 1980 | 1991 | 2001 | 2011 | 2021 |
| -------------- | ---- | ---- | ---- | ---- | ---- | ---- | ---- | ---- | ---- | ---- | ---- | ---- | ---- | ---- | ---- |
| Počet obyvatel | 0    | 0    | 0    | 0    | 0    | 0    | 180  | 0    | 274  | 283  | 283  | 239  | 257  | 281  | 308  |
| Počet domů     | 0    | 0    | 0    | 0    | 0    | 0    | 28   | 0    | 60   | 62   | 66   | 73   | 77   | 88   | 94   |

## Obecní správa
Při sčítání lidu v letech 1960–1985 Jánská byla osadou obce Svatý Jan pod Skalou v okrese Beroun. Od 1. ledna 1986 je částí obce Loděnice v okrese Beroun. Poté se Svatý Jan pod Skalou opět osamostatnil, ale Jánská již zůstala součástí Loděnice.